# 코디 딜
코디 딜(Cody Deal, 1986년 2월 14일 ~ )은 미국의 배우이자 모델이다.

## 출연 작품
- 올마이티 토르 (2011)
- 더 행오버 (2009)